# Sindaci di Bergamo
Di seguito l'elenco cronologico dei sindaci di Bergamo e delle altre figure apicali equivalenti che si sono succedute nel corso della storia.

## Repubblica di Venezia (1428-1797)
Podestà
| Periodo | Periodo | Primo cittadino               | Partito | Carica  | Note |
| ------- | ------- | ----------------------------- | ------- | ------- | ---- |
| 1428    |         | Marco Giustinian              |         | Podestà | -    |
| 1431    |         | Francesco Barbaro             |         | Podestà | -    |
| 1438    | 1440    | Giacomo Gabrieli              |         | Podestà | -    |
| 1449    |         | Andrea Gritti                 |         | Podestà | -    |
| 1451    |         | Andrea Leone                  |         | Podestà | -    |
| 1455    |         | Giovanni Leoni                |         | Podestà | -    |
| 1457    |         | Barbone Morosini              |         | Podestà | -    |
| 1458    |         | Nicolò Bono                   |         | Podestà | -    |
| 1458    | ?       | Alessandro Bono               |         | Podestà | -    |
| 1464    |         | Benedetto Rainieri            |         | Podestà | -    |
| 1496    | 1497    | Marco Sanudo                  |         | Podestà | -    |
| 1497    | 1499    | Polo Pisani                   |         | Podestà | -    |
| 1499    | 1502    | Girolamo Orio                 |         | Podestà | -    |
| 1502    | 1503    | Domenico Contarini            |         | Podestà | -    |
| 1505    | ?       | Giovanni Battista Foscarini   |         | Podestà | -    |
| 1507    |         | Luigi Garzoni                 |         | Podestà | -    |
| 1510    |         | Agostino Panigarola           |         | Podestà | -    |
| 1517    |         | Giustiniano Morosini          |         | Podestà | -    |
| 1517    | 1519    | Nicolò Trevisan               |         | Podestà | -    |
| 1522    |         | Giovanni Vitturi              |         | Podestà | -    |
| 1523    |         | Girolamo Barbarigo            |         | Podestà | -    |
| 1524    |         | Lorenzo Venier                |         | Podestà | -    |
| 1525    | 1527    | Paolo Vallaresso              |         | Podestà | -    |
| 1527    | 1528    | Nicola Salomon                |         | Podestà | -    |
| 1529    | 1530    | Marco Morosini                |         | Podestà | -    |
| 1531    | 1532    | Girolamo Priuli               |         | Podestà | -    |
| 1532    | 1533    | Giovanni Giustinian           |         | Podestà | -    |
| 1534    | 1535    | Nicola Balestro               |         | Podestà | -    |
| 1535    | 1537    | Gerolamo Zen                  |         | Podestà | -    |
| 1537    | 1538    | Marcantonio Foscarini         |         | Podestà | -    |
| 1538    | 1539    | Gerolamo Cappello             |         | Podestà | -    |
| 1539    | 1540    | Gerolamo Da Lezze             |         | Podestà | -    |
| 1540    | 1541    | Vincenzo Diedo                |         | Podestà | -    |
| 1542    | 1543    | Ermolao Barbaro               |         | Podestà | -    |
| 1543    | 1544    | Antonio Marcello              |         | Podestà | -    |
| 1544    | 1545    | Tommaso Lippomano             |         | Podestà | -    |
| 1545    | 1546    | Daniele Venier                |         | Podestà | -    |
| 1547    | 1548    | Giovanni Donà                 |         | Podestà | -    |
| 1548    | 1549    | Pietro Sanudo                 |         | Podestà | -    |
| 1549    | 1551    | Daniele Badoer                |         | Podestà | -    |
| 1551    | 1552    | Agostino Contarini            |         | Podestà | -    |
| 1552    | 1553    | Costantino Priuli             |         | Podestà | -    |
| 1553    | 1555    | Pietro Antonio Barbarigo      |         | Podestà | -    |
| 1555    | 1556    | Francesco Donà                |         | Podestà | -    |
| 1556    | ?       | Vittore Bragadin              |         | Podestà | -    |
| ?       | 1558    | Nicolò Marcello               |         | Podestà | -    |
| ?       | 1562    | Francesco Venier              |         | Podestà | -    |
| 1562    | 1563    | Marcantonio Morosini          |         | Podestà | -    |
| 1563    | 1564    | Giacomo Salomon               |         | Podestà | -    |
| 1564    | 1565    | Andrea Navagero               |         | Podestà | -    |
| 1565    | 1566    | Francesco Maria Malipiero     |         | Podestà | -    |
| 1566    | 1568    | Giovanni Soranzo              |         | Podestà | -    |
| 1568    | 1569    | Alvise Grimani                |         | Podestà | -    |
| 1569    | 1570    | Francesco Duodo               |         | Podestà | -    |
| 1570    | 1571    | Giacomo Contarini             |         | Podestà | -    |
| 1572    | 1574    | Zaccaria Contarini            |         | Podestà | -    |
| 1574    | 1575    | Gabriele Corner               |         | Podestà | -    |
| 1575    | 1576    | Giacomo Contarini             |         | Podestà | -    |
| 1576    | 1577    | Francesco Longhi              |         | Podestà | -    |
| 1577    | 1579    | Iacopo Contarini              |         | Podestà | -    |
| 1579    | 1580    | Silvano Cappello              |         | Podestà | -    |
| 1581    | 1583    | Francesco Pesaro              |         | Podestà | -    |
| 1583    | 1584    | Alessandro Contarini          |         | Podestà | -    |
| 1584    | 1585    | Marco Giustinian              |         | Podestà | -    |
| 1585    | 1587    | Alessandro Contarini          |         | Podestà | -    |
| 1587    | 1588    | Francesco Benedetto           |         | Podestà | -    |
| 1588    | 1590    | Andrea Gussoni                |         | Podestà | -    |
| 1590    | 1591    | Catarino Zen                  |         | Podestà | -    |
| 1591    | 1592    | Girolamo Priuli               |         | Podestà | -    |
| 1592    | 1593    | Alvise Priuli                 |         | Podestà | -    |
| 1593    | 1594    | Tommaso Contarini             |         | Podestà | -    |
| 1594    | 1596    | Girolamo Priuli               |         | Podestà | -    |
| 1597    | 1599    | Gerolamo Corner               |         | Podestà | -    |
| 1599    | 1601    | Marco Corner                  |         | Podestà | -    |
| 1601    | 1602    | Gerolamo Bernardo             |         | Podestà | -    |
| 1602    | 1603    | Ermolao Nani                  |         | Podestà | -    |
| 1603    | 1605    | Giulio Contarini              |         | Podestà | -    |
| 1605    | 1606    | Francesco Diedo               |         | Podestà | -    |
| 1606    | 1608    | Nicolò Pizzamano              |         | Podestà | -    |
| 1608    | 1609    | Vincenzo Barozzi              |         | Podestà | -    |
| 1610    | 1611    | Giulio Contarini              |         | Podestà | -    |
| 1611    | 1613    | Pietro Paolo Battaglia        |         | Podestà | -    |
| 1614    | 1616    | Eustachio Balbi               |         | Podestà | -    |
| 1617    | 1618    | Bernardo Valier               |         | Podestà | -    |
| 1618    | 1619    | Zaccaria Grimani              |         | Podestà | -    |
| 1619    | 1620    | Niccolò Gussoni               |         | Podestà | -    |
| 1620    | 1621    | Giacomo Soranzo               |         | Podestà | -    |
| 1621    | 1622    | Gerolamo Bragadin             |         | Podestà | -    |
| 1622    | 1623    | Francesco Querini             |         | Podestà | -    |
| 1623    | 1624    | Giovanni Pisani               |         | Podestà | -    |
| ?       | 1626    | Francesco Zen                 |         | Podestà | -    |
| 1626    | 1628    | Nicolò Donà                   |         | Podestà | -    |
| 1628    | 1629    | Giulio Valier                 |         | Podestà | -    |
| 1629    | 1630    | Giovanni Grimani              |         | Podestà | -    |
| 1630    | 1631    | Pietro Loredan                |         | Podestà | -    |
| 1631    | 1633    | Alvise Loredan                |         | Podestà | -    |
| 1633    | 1634    | Carlo Donà                    |         | Podestà | -    |
| 1634    | 1635    | Marino Zorzi                  |         | Podestà | -    |
| 1636    | 1637    | Francesco Zen                 |         | Podestà | -    |
| 1638    | 1639    | Gerolamo Michiel              |         | Podestà | -    |
| 1639    | 1641    | Gerolamo Soranzo              |         | Podestà | -    |
| 1641    | 1642    | Alvise Da Mosto               |         | Podestà | -    |
| 1642    | 1644    | Nicolò Tron                   |         | Podestà | -    |
| 1644    | 1645    | Marco Donà                    |         | Podestà | -    |
| 1647    | 1648    | Bernardo Gritti               |         | Podestà | -    |
| 1648    | 1650    | Gasparo Zane                  |         | Podestà | -    |
| ?       | 1653    | Paolo Lion                    |         | Podestà | -    |
| 1653    | 1654    | Giovanni Francesco Zorzi      |         | Podestà | -    |
| 1654    | 1656    | Giovanni Carlo Savorgnan      |         | Podestà | -    |
| 1656    | 1657    | Nicolò Venier                 |         | Podestà | -    |
| ?       | 1660    | Pietro Duodo                  |         | Podestà | -    |
| 1660    | 1661    | Gasparo Zane                  |         | Podestà | -    |
| ?       | 1663    | Marcantonio Morosini          |         | Podestà | -    |
| 1663    | 1665    | Alvise Mocenigo III           |         | Podestà | -    |
| 1666    | 1667    | Giovanni Arsenio Donà         |         | Podestà | -    |
| 1667    | 1668    | Leonardo Loredan              |         | Podestà | -    |
| 1668    | 1669    | Angelo Da Mosto               |         | Podestà | -    |
| 1669    | 1671    | Giustino Donà                 |         | Podestà | -    |
| 1671    |         | Pietro Duodo                  |         | Podestà | -    |
| 1671    | 1672    | Ottavio Gabriel               |         | Podestà | -    |
| 1673    | 1675    | Zaccaria Vendramin            |         | Podestà | -    |
| 1675    | 1676    | Carlo Belegno                 |         | Podestà | -    |
| 1676    | 1678    | Nicolò Pasqualigo             |         | Podestà | -    |
| 1678    | 1679    | Giovanni Falier               |         | Podestà | -    |
| 1679    | 1680    | Mario Savorgnan               |         | Podestà | -    |
| 1680    | 1681    | Paolo Correr                  |         | Podestà | -    |
| 1681    | 1682    | Giovanni Battista Corner      |         | Podestà | -    |
| 1682    | 1683    | Zaccaria Salamon              |         | Podestà | -    |
| 1683    | 1685    | Andrea Cappello               |         | Podestà | -    |
| 1685    | 1686    | Alessandro Gritti             |         | Podestà | -    |
| 1686    | 1687    | Pietro Pisani                 |         | Podestà | -    |
| 1687    | 1688    | Marco Michiel                 |         | Podestà | -    |
| 1688    | 1690    | Giovanni Battista Corner      |         | Podestà | -    |
| 1690    | 1691    | Zaccaria Sagredo              |         | Podestà | -    |
| 1691    | 1692    | Daniele Renier                |         | Podestà | -    |
| 1692    | 1693    | Giovanni Francesco Pasqualigo |         | Podestà | -    |
| 1694    | 1695    | Girolamo Corner               |         | Podestà | -    |
| 1695    | 1696    | Nicolò Manin                  |         | Podestà | -    |
| 1697    | 1699    | Girolamo Pesaro               |         | Podestà | -    |
| ?       | 1702    | Alvise Malipiero              |         | Podestà | -    |
| 1702    | 1703    | Francesco Foscolo             |         | Podestà | -    |
| ?       | 1705    | Sebastiano Contarini          |         | Podestà | -    |
| 1705    | ?       | Francesco Garzoni             |         | Podestà | -    |
| ?       | 1707    | Paolo Antonio Labia           |         | Podestà | -    |
| ?       | 1710    | Leonardo Dolfin               |         | Podestà | -    |
| 1713    | 1714    | Francesco Maria Canal         |         | Podestà | -    |
| 1715    | 1716    | Carlo Antonio Gambara         |         | Podestà | -    |
| 1716    | 1717    | Alvise Zorzi II               |         | Podestà | -    |
| 1717    | 1719    | Antonio Marin Priuli          |         | Podestà | -    |
| 1721    | 1722    | Giacomo Soranzo               |         | Podestà | -    |
| 1724    | 1725    | Francesco Martinelli          |         | Podestà | -    |
| 1725    | 1726    | Alvise Foscarini              |         | Podestà | -    |
| 1726    | 1727    | Leonardo Pesaro               |         | Podestà | -    |
| 1727    | 1729    | Aurelio Rezzonico             |         | Podestà | -    |
| 1729    | 1730    | Vincenzo Cappello             |         | Podestà | -    |
| 1734    | 1735    | Antonio Savorgnan             |         | Podestà | -    |
| ?       | 1737    | Polo Querini                  |         | Podestà | -    |
| ?       | 1741    | Pietro Antonio Labia          |         | Podestà | -    |
| ?       | 1762    | Francesco Maria Crotta        |         | Podestà | -    |
| ?       | 1765    | Carlo Zen                     |         | Podestà | -    |
| 1767    | 1769    | Pietro Manin                  |         | Podestà | -    |
| 1769    | 1770    | Vittore Pisani                |         | Podestà | -    |
| 1770    | 1771    | Gian Giacomo Zambelli         |         | Podestà | -    |
| 1771    | 1773    | Francesco Savorgnan           |         | Podestà | -    |
| 1774    | 1775    | Gian Paolo Baglioni           |         | Podestà | -    |
| ?       | 1778    | Giovanni Francesco Correr     |         | Podestà | -    |
| 1778    | 1780    | Alessandro Antonio Barzizza   |         | Podestà | -    |
| 1780    | 1781    | Alvise Contarini              |         | Podestà | -    |
| 1781    | 1782    | Girolamo Ascanio Giustinian   |         | Podestà | -    |
| 1782    | 1784    | Francesco Morosini            |         | Podestà | -    |
| 1784    | 1786    | Girolamo Giutinian            |         | Podestà | -    |
| 1786    | 1787    | Andrea da Mula                |         | Podestà | -    |
| 1787    | 1788    | Bartolo Mora                  |         | Podestà | -    |
| 1788    | 1789    | Leonardo Valmarana            |         | Podestà | -    |
| 1789    | 1790    | Giovanni Widman               |         | Podestà | -    |
| 1790    | 1791    | Pietro Pisani                 |         | Podestà | -    |
| 1791    | 1793    | Alvise Bernardo               |         | Podestà | -    |
| 1793    | 1794    | Ottavio Trento                |         | Podestà | -    |
| 1794    | 1795    | Nicolò Corner                 |         | Podestà | -    |
| 1795    | 1797    | Alessandro Ottolini           |         | Podestà | -    |

## Regno d'Italia (1805-1814)
Podestà
| Periodo | Periodo | Primo cittadino   | Partito | Carica  | Note |
| ------- | ------- | ----------------- | ------- | ------- | ---- |
| 1806    | 1811    | Giuseppe Sonzogno |         | Podestà | -    |
| 1811    | 1815    | Luigi Lochis      |         | Podestà | -    |

## Regno Lombardo-Veneto (1815-1859)
Podestà
| Periodo | Periodo | Primo cittadino             | Partito | Carica                   | Note |
| ------- | ------- | --------------------------- | ------- | ------------------------ | ---- |
| 1815    | 1816    | Luigi Lupi                  |         | Podestà                  | -    |
| 1816    |         | Rocco Cedrelli              |         | Podestà facente funzioni | -    |
| 1816    |         | Marcantonio Mosconi         |         | Podestà                  | -    |
| 1816    |         | Ottavio Agosti              |         | Podestà                  | -    |
| 1817    | 1826    | Rocco Cedrelli              |         | Podestà                  | -    |
| 1826    | 1840    | Pietro Moroni               |         | Podestà                  | -    |
| 1840    | 1842    | Paolo Agliardi              |         | Podestà facente funzioni | -    |
| 1842    | 1848    | Guglielmo Lochis            |         | Podestà                  | -    |
| 1848    | 1851    | Quirino Morali              |         | Podestà                  | -    |
| 1851    | 1854    | Giovanni Francesco Brentani |         | Podestà                  | -    |
| 1854    | 1855    | Ottavio Morlani             |         | Assessore anziano        | -    |
| 1855    | 1857    | Venceslao Albani            |         | Podestà                  | -    |
| 1857    | 1858    | Giovanni Battista Barca     |         | Assessore anziano        | -    |
| 1858    | 1859    | Ottavio Morlani             |         | Podestà                  | -    |

## Regno d'Italia (1860-1946)
Sindaci nominati dal governo (1860-1889)
| Periodo          | Periodo          | Primo cittadino                   | Partito | Carica                 | Note  |
| ---------------- | ---------------- | --------------------------------- | ------- | ---------------------- | ----- |
| 1860             | 1870             | Giovanni Battista Camozzi Vertova |         | Sindaco                | [ 1 ] |
| 1870             |                  | Alessio Agliardi                  |         | Sindaco                | -     |
| 1870             |                  | Benedetto Bana                    |         | Sindaco                | -     |
| 1870             |                  | Francesco Cedrelli                |         | Sindaco                | -     |
| 1870             | 1871             | Benedetto Bana                    |         | Assessore anziano      | -     |
| 1871             | 1872             | Andrea Moretti                    |         | Delegato straordinario | -     |
| 1872             |                  | Marcantonio Negrisoli             |         | Assessore anziano      | -     |
| 1872             | 1878             | Marcantonio Negrisoli             |         | Sindaco                | -     |
| 1878             |                  | Luigi Cucchi                      |         | Assessore anziano      | -     |
| 1878             | 1882             | Luigi Cucchi                      |         | Sindaco                | -     |
| 1882             |                  | Carlo Lochis                      |         | Assessore anziano      | -     |
| 1882             | 1883             | Angelo Bonicelli                  |         | Assessore anziano      | -     |
| 1883             | 31 dicembre 1883 | Giovanni Morali                   |         | Assessore anziano      | -     |
| 31 dicembre 1883 | 1º gennaio 1890  | Gianforte Suardi                  |         | Sindaco                | -     |

Sindaci eletti dal Consiglio comunale (1889-1926)
| Periodo          | Periodo          | Primo cittadino           | Partito | Carica                    | Note |
| ---------------- | ---------------- | ------------------------- | ------- | ------------------------- | ---- |
| 1º gennaio 1890  | 7 ottobre 1892   | Giovanni Finardi          |         | Sindaco                   | -    |
| 1892             |                  | Giuseppe Luigi Malliani   |         | Sindaco                   | -    |
| 1892             | 1893             | Giuseppe Ruspaggiari      |         | Commissario straordinario | -    |
| 1º marzo 1893    | 19 luglio 1905   | Giuseppe Luigi Malliani   |         | Sindaco                   | -    |
| 5 febbraio 1906  | 11 luglio 1908   | Gianforte Suardi          |         | Prosindaco                | -    |
| 1908             |                  | Gianforte Suardi          |         | Sindaco                   | -    |
| 22 dicembre 1908 | 18 giugno 1914   | Giovanni Battista Preda   |         | Sindaco                   | -    |
| 15 luglio 1914   | 5 novembre 1920  | Sebastiano Zilioli        |         | Sindaco                   | -    |
| 1920             | 1921             | Giovanni Battista Marieni |         | Sindaco                   | -    |
| aprile 1921      | giugno 1921      | Giuseppe Gavazzeni        |         | Prosindaco                | -    |
| 1921             | 1923             | Paolo Bonomi              |         | Sindaco                   | -    |
| 1923             | 1926             | Alfredo Franceschelli     |         | Commissario prefettizio   | -    |
| 18 gennaio 1926  | 3 settembre 1926 | Ettore Capuani            |         | Sindaco                   | -    |

Podestà nominati dal governo (1926-1945)
| Periodo          | Periodo | Primo cittadino         | Partito                       | Carica                    | Note |
| ---------------- | ------- | ----------------------- | ----------------------------- | ------------------------- | ---- |
| 3 settembre 1926 | 1928    | Ettore Capuani          |                               | Podestà                   | -    |
| 1928             |         | Carlo Witzel            |                               | Commissario straordinario | -    |
| 1928             | 1930    | Guido Mazza de Piccioli | Partito Nazionale Fascista    | Podestà                   | -    |
| 1930             | 1932    | Carlo Witzel            |                               | Commissario prefettizio   | -    |
| 1932             |         | Stefano Mastrogiacomo   |                               | Commissario prefettizio   | -    |
| 1932             | 1933    | Ernesto Suardo          | Partito Nazionale Fascista    | Podestà                   | -    |
| 1933             |         | Grismondo Trainieri     |                               | Commissario prefettizio   | -    |
| 1933             | 1934    | Antonio Locatelli       | Partito Nazionale Fascista    | Podestà                   | -    |
| 1934             | 1935    | Pietro David            |                               | Commissario prefettizio   | -    |
| 1935             | 1939    | Camillo Pesenti         | Partito Nazionale Fascista    | Podestà                   | -    |
| 1941             | 1943    | Armando Nava            | Partito Nazionale Fascista    | Podestà                   | -    |
| 1943             |         | Sereno Locatelli Milesi |                               | Commissario prefettizio   | -    |
| 1943             |         | Prospero Giura          |                               | Commissario Prefettizio   | -    |
| 1943             | 1944    | Antonio Berizzi         | Partito Fascista Repubblicano | Podestà                   | -    |
| 1944             | 1945    | Giovanni Guaitani       | Partito Fascista Repubblicano | Podestà                   | -    |

Sindaci del periodo costituzionale transitorio (1945-1946)
| Periodo | Periodo | Primo cittadino | Partito              | Carica  | Note  |
| ------- | ------- | --------------- | -------------------- | ------- | ----- |
| 1945    | 1946    | Antonio Cavalli | Democrazia Cristiana | Sindaco | [ 3 ] |

## Repubblica Italiana (dal 1946)
| Sindaci eletti dal Consiglio comunale (1946-1995)    | Sindaci eletti dal Consiglio comunale (1946-1995) | Sindaci eletti dal Consiglio comunale (1946-1995) | Sindaci eletti dal Consiglio comunale (1946-1995) | Sindaci eletti dal Consiglio comunale (1946-1995) | Sindaci eletti dal Consiglio comunale (1946-1995) | Sindaci eletti dal Consiglio comunale (1946-1995) | Sindaci eletti dal Consiglio comunale (1946-1995) | Sindaci eletti dal Consiglio comunale (1946-1995) |
| Nominativo                                           | Nominativo                                        | Partito                                           | Partito                                           | Partito                                           | Partito                                           | Mandato                                           | Mandato                                           | Elezione                                          |
| Nominativo                                           | Nominativo                                        | Partito                                           | Partito                                           | Partito                                           | Partito                                           | Inizio                                            | Fine                                              | Elezione                                          |
| ---------------------------------------------------- | ------------------------------------------------- | ------------------------------------------------- | ------------------------------------------------- | ------------------------------------------------- | ------------------------------------------------- | ------------------------------------------------- | ------------------------------------------------- | ------------------------------------------------- |
|                                                      | Ferruccio Galmozzi                                |                                                   | Democrazia Cristiana                              | Democrazia Cristiana                              | Democrazia Cristiana                              | 1946                                              | 1951                                              | Elezione 1946                                     |
| 1951                                                 | Ferruccio Galmozzi                                | 1956                                              | Democrazia Cristiana                              | Democrazia Cristiana                              | Democrazia Cristiana                              | Elezione 1951                                     |                                                   |                                                   |
|                                                      | Costantino Simoncini                              |                                                   | Democrazia Cristiana                              | Democrazia Cristiana                              | Democrazia Cristiana                              | 1956                                              | 1960                                              | Elezione 1956                                     |
| 1960                                                 | Costantino Simoncini                              | 1964                                              | Democrazia Cristiana                              | Democrazia Cristiana                              | Democrazia Cristiana                              | Elezione 1960                                     |                                                   |                                                   |
|                                                      | Fiorenzo Clauser                                  |                                                   | Democrazia Cristiana                              | Democrazia Cristiana                              | Democrazia Cristiana                              | 1964                                              | 20 ottobre 1966                                   | Elezione 1964                                     |
|                                                      | Giacomo Pezzotta                                  |                                                   | Democrazia Cristiana                              | Democrazia Cristiana                              | Democrazia Cristiana                              | 20 ottobre 1966                                   | 1970                                              | Elezione 1964                                     |
| 1970                                                 | Giacomo Pezzotta                                  | 1975                                              | Democrazia Cristiana                              | Democrazia Cristiana                              | Democrazia Cristiana                              | Elezione 1970                                     |                                                   |                                                   |
| 1975                                                 | Giacomo Pezzotta                                  | 27 aprile 1979                                    | Democrazia Cristiana                              | Democrazia Cristiana                              | Democrazia Cristiana                              | Elezione 1975                                     |                                                   |                                                   |
|                                                      | Giorgio Zaccarelli                                |                                                   | Democrazia Cristiana                              | Democrazia Cristiana                              | Democrazia Cristiana                              | Elezione 1975                                     | 27 aprile 1979                                    | 1980                                              |
| 1980                                                 | Giorgio Zaccarelli                                | 1985                                              | Democrazia Cristiana                              | Democrazia Cristiana                              | Democrazia Cristiana                              | Elezione 1980                                     |                                                   |                                                   |
| 1985                                                 | Giorgio Zaccarelli                                | 7 maggio 1990                                     | Democrazia Cristiana                              | Democrazia Cristiana                              | Democrazia Cristiana                              | Elezione 1985                                     |                                                   |                                                   |
|                                                      | Gian Pietro Galizzi                               |                                                   | Democrazia Cristiana                              | Democrazia Cristiana                              | Democrazia Cristiana                              | 7 maggio 1990                                     | 9 maggio 1995                                     | Elezione 1990                                     |
| Sindaci eletti direttamente dai cittadini (dal 1995) |                                                   |                                                   |                                                   |                                                   |                                                   |                                                   |                                                   |                                                   |
| Nominativo                                           | Nominativo                                        | Partito                                           | Partito                                           | Coalizione                                        | Coalizione                                        | Mandato                                           | Mandato                                           | Elezione                                          |
| Nominativo                                           | Nominativo                                        | Partito                                           | Partito                                           | Coalizione                                        | Coalizione                                        | Inizio                                            | Fine                                              | Elezione                                          |
|                                                      | Guido Vicentini                                   |                                                   | Partito Popolare Italiano                         |                                                   | PDS-PPI-Patto                                     | 9 maggio 1995                                     | 28 giugno 1999                                    | Elezione 1995                                     |
|                                                      | Cesare Veneziani                                  |                                                   | Forza Italia                                      |                                                   | FI-AN-CCD                                         | 28 giugno 1999                                    | 29 giugno 2004                                    | Elezione 1999                                     |
|                                                      | Roberto Bruni                                     |                                                   | Socialisti Democratici Italiani                   |                                                   | DS-DL-SDI-PRC-IdV-FdV-L. civiche                  | 29 giugno 2004                                    | 11 giugno 2009                                    | Elezione 2004                                     |
|                                                      | Franco Tentorio                                   |                                                   | Il Popolo della Libertà                           |                                                   | PdL-LN-PP-L. civiche                              | 11 giugno 2009                                    | 10 giugno 2014                                    | Elezione 2009                                     |
|                                                      | Giorgio Gori                                      |                                                   | Partito Democratico                               |                                                   | PD-SEL-L. civiche                                 | 10 giugno 2014                                    | 27 maggio 2019                                    | Elezione 2014                                     |
|                                                      | Giorgio Gori                                      | PD-IiC-L. civiche                                 | Partito Democratico                               | 27 maggio 2019                                    | 11 giugno 2024                                    | Elezione 2019                                     |                                                   |                                                   |
|                                                      | Elena Carnevali                                   |                                                   | Partito Democratico                               |                                                   | PD-AVS-L. civiche                                 | 11 giugno 2024                                    | in carica                                         | Elezione 2024                                     |